# Laboratorio Nacional de Sandia
El Laboratorio Nacional de Sandia (en inglés: Sandia National Laboratories) es un laboratorio administrado y operado por la Corporación de Sandia (una filial de la Lockheed Martin Corporation) y uno de los mejores laboratorios nacionales de investigación y desarrollo del Departamento de Energía de los Estados Unidos con dos localizaciones, una en Albuquerque (Nuevo México) y otra en Livermore (California). Su principal misión es el desarrollo de ingeniería, y la prueba de componentes no nucleares de armas atómicas. Su principal campo se extiende por aproximadamente 4,4 millas cuadradas (11 km²) y se encuentra en la Base de la Fuerza Aérea de Kirtland. Sandia es un laboratorio de Administración Nacional de Seguridad Nuclear.
La misión de los laboratorios Sandia es mantener la fiabilidad y la garantía de los sistemas de armas nucleares, llevar a cabo una investigación y desarrollo en el control de armamento y la no proliferación de tecnologías, e investigar los métodos para la eliminación de residuos radiactivos del programa de armas nucleares de los Estados Unidos. Otras misiones incluyen la investigación y el desarrollo en los programas de energía y del medio ambiente, así como la garantía fundamental de las infraestructuras nacionales. Además, en Sandia se investiga en una gran variedad de campos de investigación, como biología computacional, matemáticas (a través del Instituto de Investigaciones de Ciencias de la Computación), ciencia de materiales, energías alternativas, psicología, y ciencias cognitivas. Sandia anteriormente acogió el ASCI Red, uno de los superordenadores más rápidos del mundo, hasta su reciente cierre, y en la actualidad acoge el ASCI Thor's Hammer. Sandia también alberga la Máquina Z, que es el mayor generador de rayos X del mundo y está diseñado para poner a prueba materiales en condiciones extremas de temperatura y presión. Está operado por los Laboratorios Nacionales Sandia para la recogida de datos y para ayudar en el modelo computacional de armas nucleares.

## Presupuesto y empleo
- Año Fiscal (1997), financiación total = 1,352 millones de dólares; empleados de jornada completa = 7,676
- Año fiscal (1998), financiación total (proyectado) = 1,358 millones de dólares; empleados de jornada completa = 7,500

### Distribución de gastos
- Programas de Defensa 47%
- Dirección ambiental 8%
- No proliferación y seguridad nacional 9%
- Energía eficiente y energía renovable 4%
- Investigación de energía 3%
- Dirección de residuos radiactivos civiles 1%
- Energía fósil 1%
- Energía nuclear 1%
- Departamento de Defensa 16%
- Departamento de Energía de los Estados Unidos 6%